# Kingdom Come: Deliverance II
Kingdom Come: Deliverance II is een computerspel ontwikkeld door Warhorse Studios en uitgegeven door Deep Silver. Het actierollenspel is uitgekomen op 4 februari 2025 voor PlayStation 5, Xbox Series en Windows.
Het spel is een direct vervolg op het in 2018 uitgebrachte Kingdom Come: Deliverance.

## Spel
Kingdom Come is een rollenspel dat zich in het jaar 1403 afspeelt in het koninkrijk Bohemen, dat toentertijd onderdeel uitmaakte van het Heilige Roomse Rijk. Het verhaal speelt zich af ten tijde van een burgeroorlog, waarin protagonist Henry van Skalitz vecht tegen Keizer Sigismund van Hongarije, die met geweld een machtsgreep uitvoert. Henry leidt een verzetsgroep om de gevangengenomen koning van Bohemen Wenceslaus IV te bevrijden.
De open spelwereld in Deliverance II is twee keer zo groot als in het eerste spel en is opgedeeld in twee grote verkenbare velden. Dit zijn het Boheems Paradijs, een middelgebergte in het noordoosten van Bohemen, en Kutná Hora, een Tsjechische stad in Midden-Bohemen.

## Ontvangst
Het spel ontving zeer positieve recensies. Men prees de ambitieuze aanpak, het gevarieerde verhaal en de aanwezige activiteiten. Enige kritiek was er op bepaalde complexe onderdelen, zoals tekstmenu's die excessief lang zijn.
Het Nederlandse Power Unlimited gaf het spel een 9 en IGN Benelux beoordeelde Deliverance II met een 10.
Op de website Metacritic heeft het spel verzamelde scores van 88% voor pc, 87% voor PlayStation 5, en 87% voor Xbox Series.

## Varia
- Het spel kreeg in 2024 een vermelding in het Guinness Book of Records als computerspel met de meeste woorden. Het spelscript bevat volgens spelontwikkelaar Daniel Vávra 2,2 miljoen woorden.[3]